# Monarquia dos Países Baixos
Os Países Baixos constituem uma monarquia constitucional independente desde 16 de março de 1815 e tem como soberana a Casa de Orange-Nassau. O atual monarca é o rei Guilherme Alexandre, aclamado em 30 de abril de 2013 - após a abdicação de sua mãe, a rainha Beatriz. Como monarca constitucional, tem suas funções, direitos e deveres determinados pela Constituição dos Países Baixos.

## Monarquia nos Países Baixos
Desde 1813, Os Países Baixos são monarquia constitucional. Isto significa que a posição do Rei está consagrada na Constituição. 
O Rei é o chefe de Estado e, juntamente com os ministros do governo. Em uma monarquia constitucional, o chefe de Estado, sob a responsabilidade ministerial. O parlamento neerlandês é mencionado na Constituição e nos Estados Gerais. 
O rei é presidente do Conselho de Estado por inerência. De acordo com a Constituição dos Países Baixos esta é uma função puramente cerimonial e simbólica. A gestão diária está nas mãos do primeiro-ministro. 

## Papel constitucional

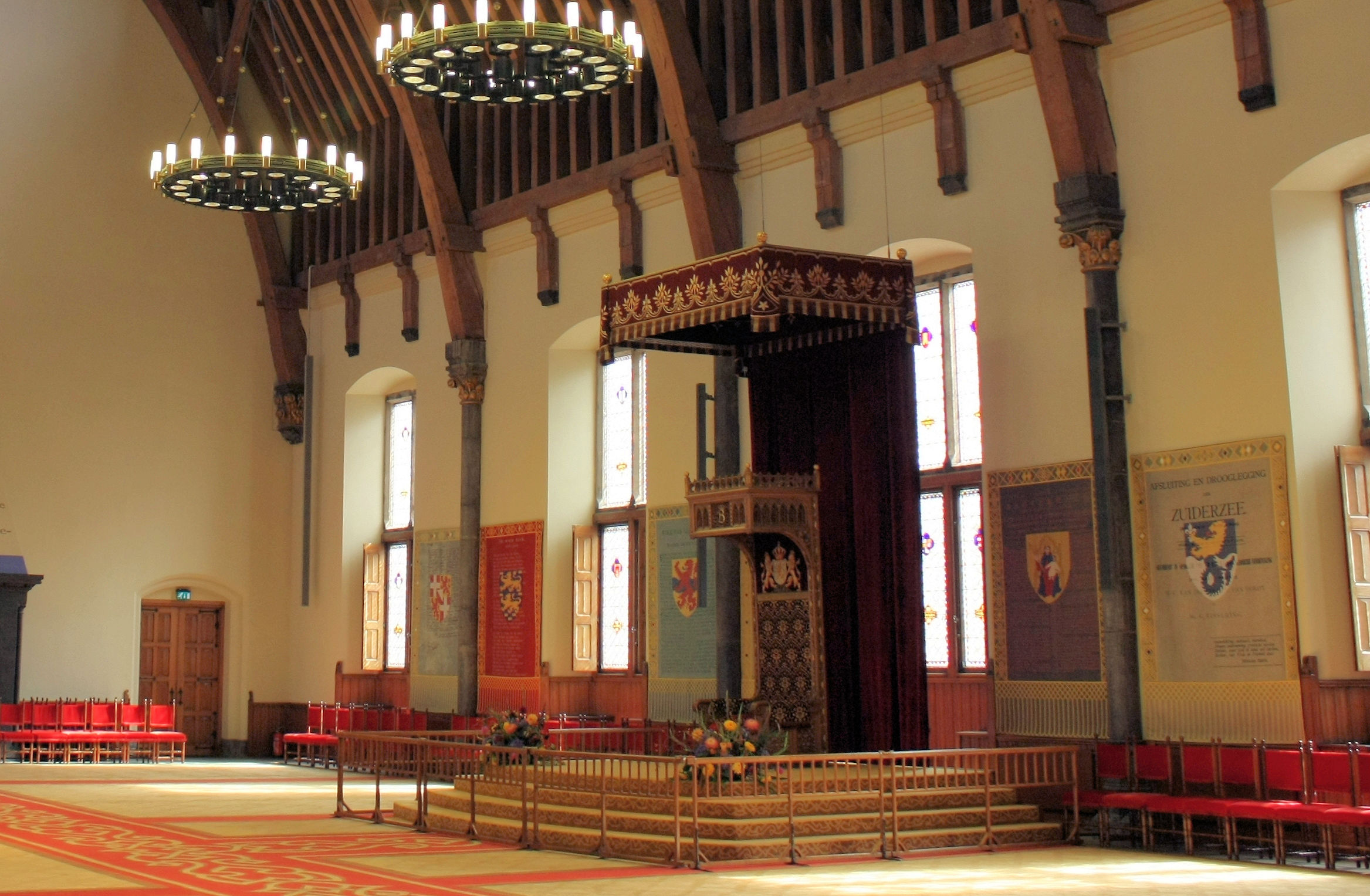
O trono de Ridderzaal, da qual o monarca neerlandês discursa no dia príncipes.

Como monarca constitucional, o soberano dos Países Baixos tem seu papel e posição definidos e limitados pela Constituição. Uma conseqüência óbvia disso é que uma parcela considerável da magna carta neerlandesa é dedicada ao Chefe de Estado, tratando da ordem de sucessão, os mecanismos de ascensão e abdicação ao trono, as funções e as responsabilidades do monarca, bem como as formalidades a serem cumpridas em sua comunicação com os Estados Gerais dos Países Baixos na criação das leis.
O Chefe de Estado é, desde 2013, o rei Guilherme Alexandre de Orange-Nassau. É ele que nomeia formalmente os membros do governo. Na prática, uma vez conhecidos os resultados das eleições parlamentares, forma-se um governo de coligação (num processo que pode demorar vários meses), após o que o governo constituído desta forma é oficialmente nomeado pelo rei. O chefe do governo é o primeiro-ministro ou ministro-presidente, que é também, geralmente, o líder do maior partido da coligação.

## Chefe de Estado
Desde 1848, está na Constituição que o rei é inviolável. A inviolabilidade do Rei diz que os ministros são responsáveis perante o Parlamento das políticas do governo. Os ministros também são politicamente responsáveis pelas declarações e comportamentos do rei. A posição do Rei é parcialmente refletida nas leis a referendar. Ele também contribui para a formação do governo. Além disso, o Rei é Presidente do Conselho de Estado e ele fala no discurso anual do trono.
Além dos deveres formais como Chefe de Estado o rei está comprometido com o povo do Reino dos Países Baixos. O rei reuniu um papel coeso, representativo e de suporte.
O Rei conecta as pessoas e grupos e apoia o trabalho de pessoas e organizações que têm um papel unificador na sociedade. Ele é, portanto, imparcial. Ele contribui para a estabilidade na sociedade e para a continuidade e progresso do país. Ele expressa os sentimentos nacionais entre os cidadãos nos bons e nos maus momentos.
Ele também representa o Reino dos Países Baixos no exterior. Por exemplo, o Rei representa todo o estado e fazem visitas anualmente e recebem os chefes de Estado que visitam os Países Baixos.
O Rei está regularmente presente em conferências, reuniões, festas, comemorações e outros eventos oficiais. Então o rei dá atenção às boas iniciativas na sociedade e suporta desenvolvimentos e atividades que sejam de valor.

## História
Depois da ocupação francesa no início do século XIX, os Países Baixos passaram a ser uma monarquia, governada pela Casa de Orange. Entretanto, após um período conservador, fortes sentimentos liberais não puderam ser mais ignorados, e o país passou a ser uma democracia parlamentar com uma monarquia constitucional em 1848. Permaneceu assim desde então, com uma breve interrupção durante a ocupação pela Alemanha Nazista.

## Linha da Sucessão
Os 7 primeiros à frente da linha de sucessão ao trono neerlandês são:
- Beatriz dos Países Baixos (1938-)
  -   Guilherme Alexandre dos Países Baixos (1967-)
    - (1) Catarina Amália, Princesa de Orange (n. 2003)
    - (2) Princesa Alexia dos Países Baixos (n. 2005)
    - (3) Princesa Ariane dos Países Baixos (n. 2007)

  - (4) Príncipe Constantino dos Países Baixos (n. 1969)
    - (5) Eloísa, Condessa de Orange-Nassau (n. 2002)
    - (6) Claus-Casimiro, Conde de Oranje-Nassau (n. 2004)
    - (7) Leonor, Condessa de Orange-Nassau (n. 2006)

Na linha de sucessão ao trono neerlandês, existe igualdade de primogenitura. Ao contrário de outras monarquias da época, a Lei Sálica não foi aplicada nos Países Baixos desde a concepção da monarquia em 1814. A Constituição de 1814 estabelece que o filho mais velho do monarca iria sucedê-lo, e caso não existisse filhos, passaria para os irmãos do monarca. Só quando houvesse uma completa falta de homens na família mais próxima, seria a filha mais velha do monarca a lhe suceder. A Constituição de 1887 alterou ligeiramente, para que pudesse também ser incluídas as filhas dos irmão do monarca.
Em 1983, os Países Baixos aprovou integralmente a primogenitura linear e igualitária entre os sexos (o filho mais velho é herdeiro).

## Família Real Neerlandesa
Na Família Real estão, além dos membros da Casa Real, o Príncipe Friso, a princesa Mabel, o  Príncipe Pieter-Christiaan, a Princesa Anita, o Prince Floris, a Princesa Aimée, a princesa Irene e a Princesa Christina e seus sogros, filhos e netos.
Certos eventos familiares de membros da família real têm um significado especial, não só privados, mas também desempenham um papel no progresso da monarquia. Sobre esses eventos, como os nascimentos, batismos, aniversários, noivados, casamentos e mortes.
Com a boda do príncipe Guilherme Alexandre com a argentina Máxima Zorreguieta esta Casa Real ganhou protagonismo e popularidade.

## Dia do Rei

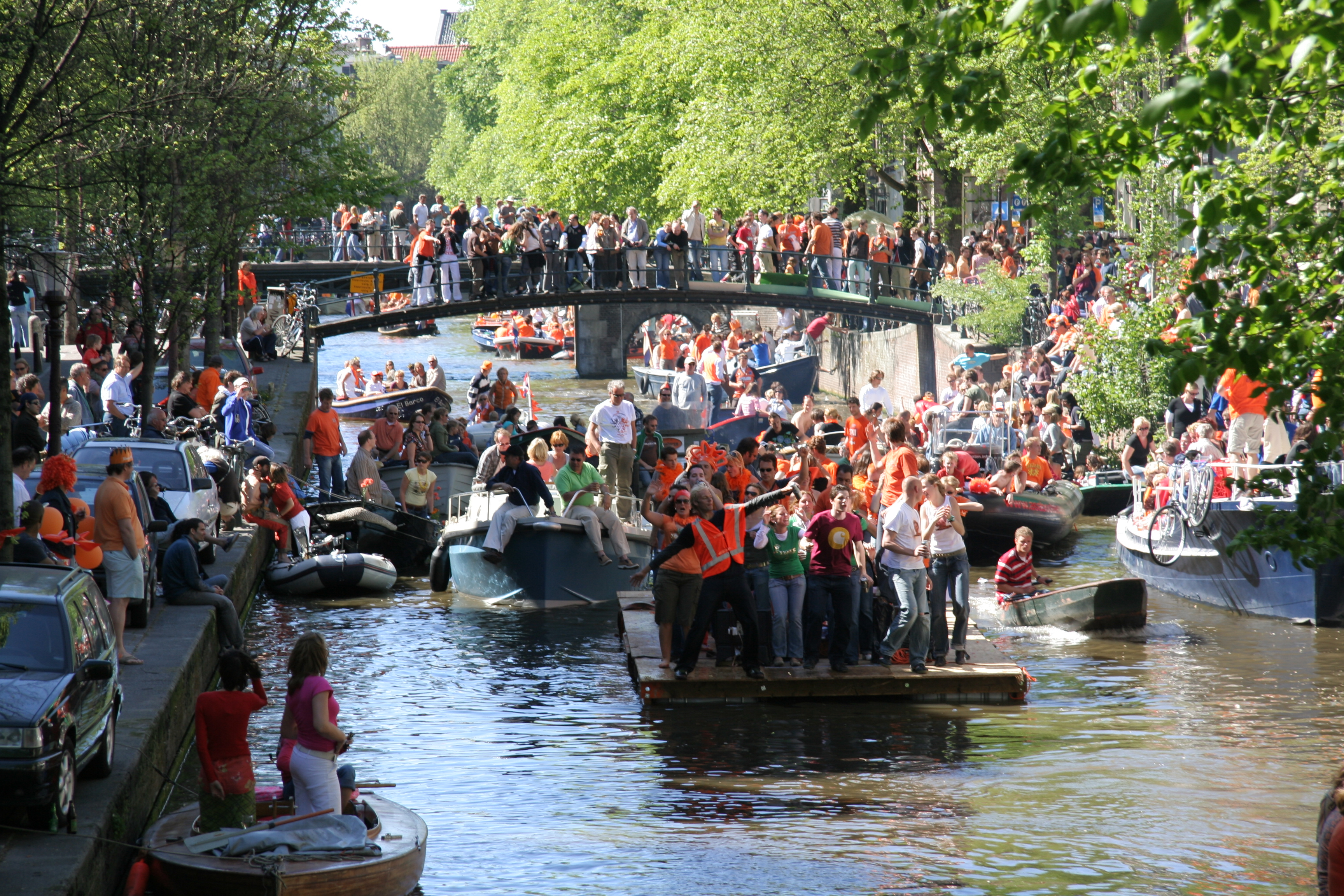
Comemoração do Dia da Rainha Beatriz

O Dia do Rei é um feriado nacional nos Países Baixos, nas Antilhas Neerlandesas e em Aruba. Celebra o dia de aniversário do rei, sendo antecipado para o dia anterior se coincidir com um domingo (em 2023 o feriado será a 27 de abril). Instaurado originalmente em 31 de agosto de 1885 como o Dia da Princesa ("Prinsessedag") Guilhermina foi posteriormente alterado para Dia da Rainha (Koninginnedag). De 1948 até 2013 era celebrado a 30 de abril data do aniversário da rainha, e depois Rainha-mãe Juliana, tendo sido mantido pela rainha Beatriz (1980-2013).

## Patrimônio
Segundo a Forbes, em 2010, a então rainha Beatriz era o 14.° soberano mais rico do mundo, com 200 milhões de dólares. Na Europa, ela perde para o príncipe Hans-Adam II de Liechtenstein (US$ 3,5 bilhões), o príncipe Alberto II de Mônaco (US$ 1 bilhão) e a rainha Elizabeth II do Reino Unido (US$ 450 milhões). Entretanto, a Forbes, ao estimar o patrimônio da última, não calculou os valores das joias nem o Palácio de Buckingham, que pertencem ao povo britânico.

## Monogramas
Cada membro da Família Real dos Paises Baixos tem o seu monograma real próprio.

Monograma Real de SM o Rei Guilherme Alexandre
Monograma Real de SM a Rainha Máxima
Monograma Real de SAR a Princesa Beatriz
Monograma Real do Principe João Friso dos Países Baixos
Monograma Real do Principe Constantino dos Países Baixos
Monograma Real da Princesa Laurentina dos Países Baixos

## Residências Reais

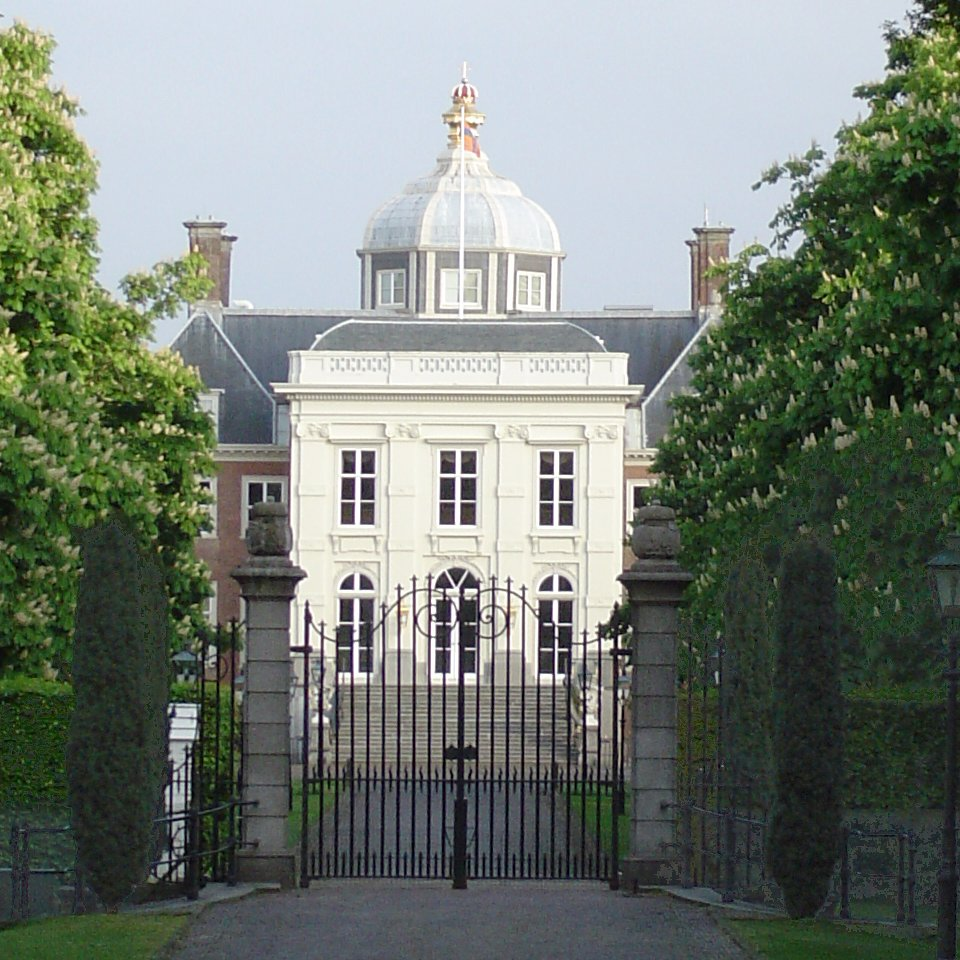
Palácio de Huis Ten Bosch
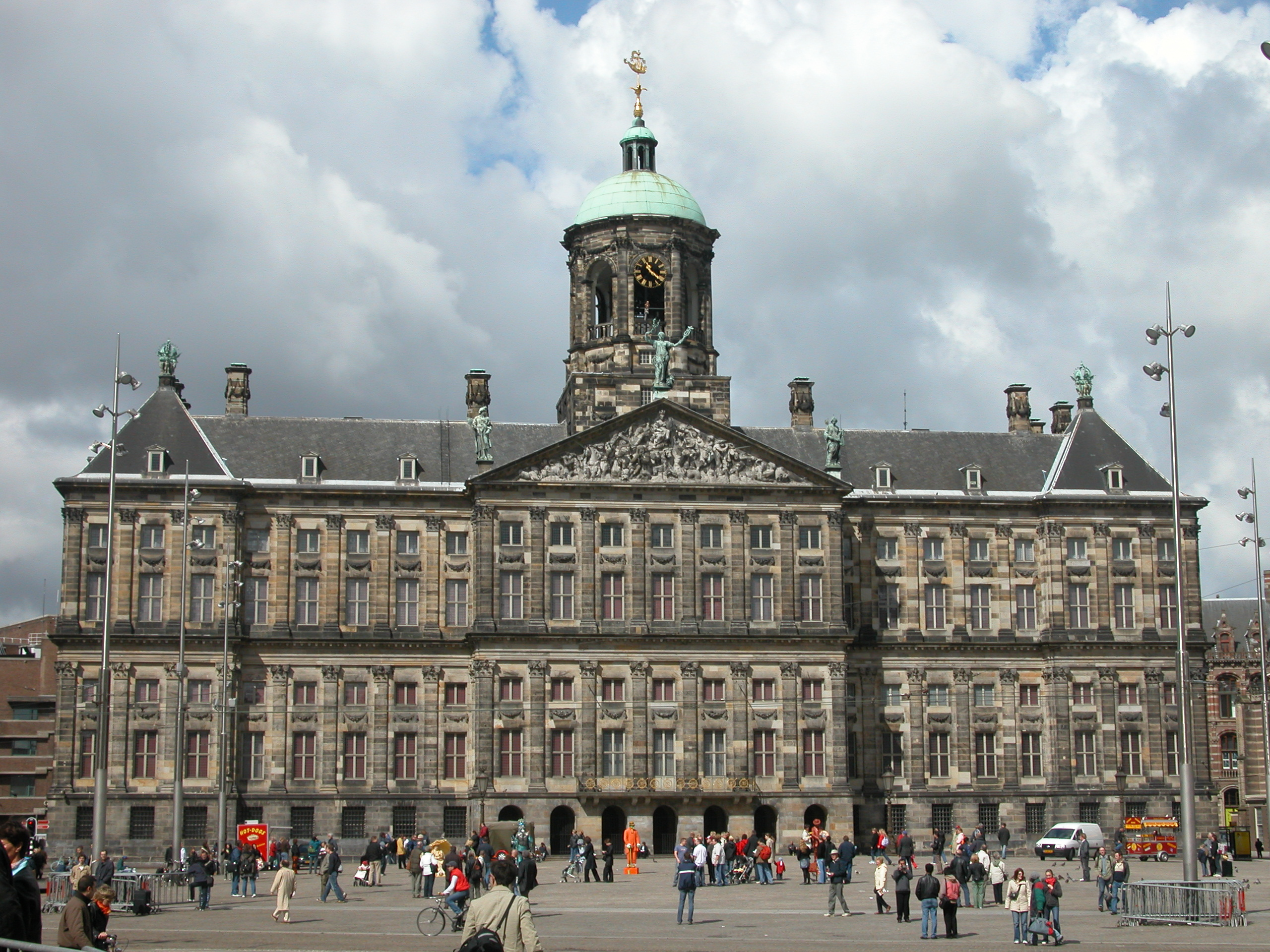
Palácio Real de Amesterdão
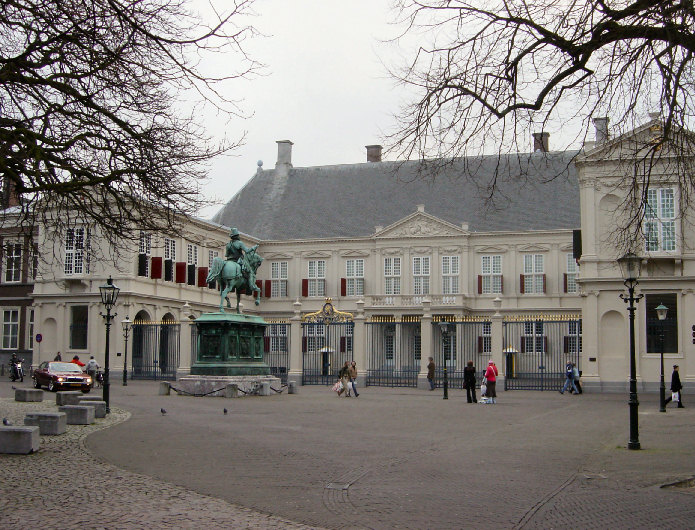
Palácio Noordeinde
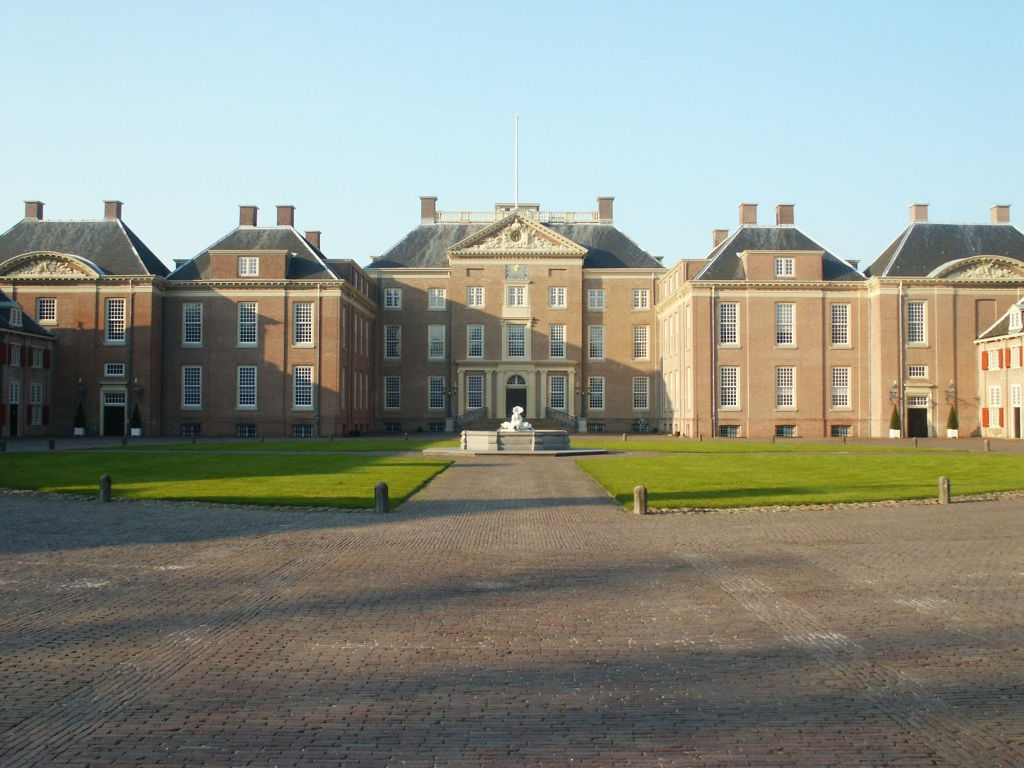
Het Loo
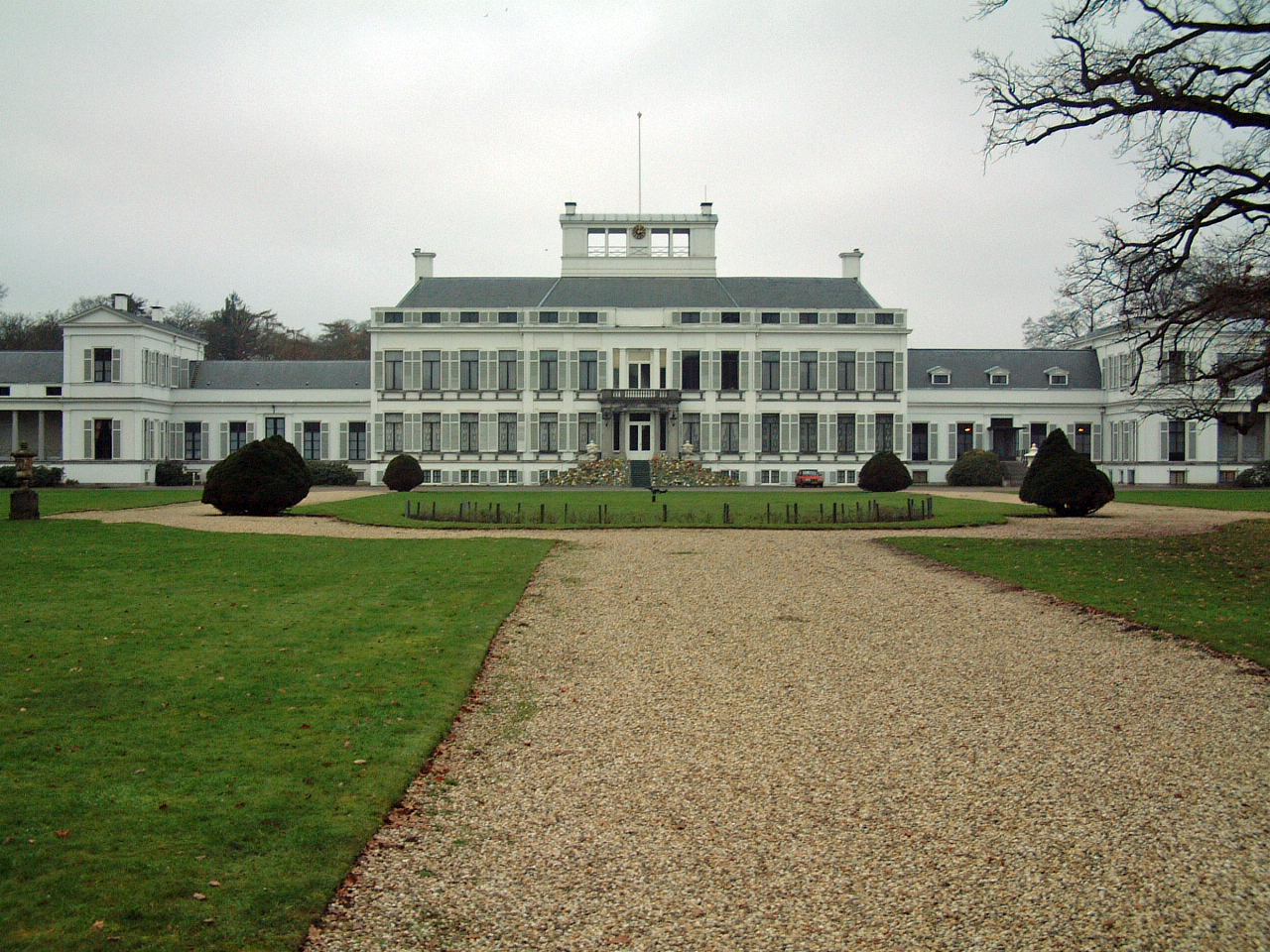
Palácio Soestdijk

O Palácio de Huis Ten Bosch é uma das quatro residências oficiais do Familía Real Holandesa, localizada em Haia , Holanda , e lar do monarca.
Entre 1950 e 1956, o palácio foi restaurado e voltou a ser uma residência real. Tornou-se a residência principal, mais uma vez em 1981. 
O palácio sofreu grandes reconstruções desde que foi construído. Atualmente, ele é composto de uma parte central, com duas asas compridas, medindo aproximadamente 110 m de ponta a ponta.
O Palácio Noordeinde é o local onde o rei Guilherme Alexandre, atual monarca dos Países Baixos, realiza seus deveres como Chefe de Estado desde 2013.
O Palácio Real de Amesterdão é outro palácio à disposição do rei e da sua família. Habitualmente, os membros da família real só estão presentes no palácio durante as recepções oficiais, estando o rei normalmente presente na recepção de Ano Novo. Além disso, o palácio tem funções de Residência de Estado, com os visitantes de Estado e outas altas individualidades a ficarem acomodados no edifício.
O Palácio de Eikenhorst foi a residência dos Príncipes de Orange, Guilherme Alexandre dos Países Baixos e Máxima Zorreguieta e das suas filhas as princesas Catarina Amália, Alexia e Ariana até 2013.
O Palácio Soestdijk também é outro palácio à disposição da família real holandesa.